# Chaffee (Missouri)
Chaffee è un comune degli Stati Uniti d'America, situato nello Stato del Missouri, nella contea di Scott.